# Elektrischer Verlag
Der Elektrische Verlag ist ein unabhängiger Buchverlag mit Sitz in Berlin-Mitte.

## Geschichte
Der Elektrische Verlag wurde 2012 gegründet und war ursprünglich ein reiner E-Book-Verlag, der sich schwerpunktmäßig der Wiederentdeckung vergessener belletristischer und essayistischer Literatur widmete. Seit 2013 sind vermehrt aktuelle Autoren im Programm. Die meisten Titel erscheinen seither auch als Printausgabe. Heute veröffentlicht der Elektrische Verlag acht bis zehn Bücher pro Jahr. 2018 wurde der Verlag umbenannt in Regenbrecht Verlag. 

## Autoren und Titel (Auswahl)
- Joseph Conrad: Taifun (in neuer Übersetzung)
- Torsten Körner: Aus dem Fenster. Ein Friedenauer Saisontagebuch
- Georg Schattney: Argentinisches Roulette
- Bruno Preisendörfer: Das Bildungsprivileg
- Antje Göhler: Balcke oder Der hypermoderne Prometheus
- Erich Wulffen: Zwischen Kunst und Verbrechen. Kriminalpsychologische Aufsätze und Essays
- Michael Näther: Der Fluch von Guernica; Potsdamer Straße, aufgeklärt
- Max Mohr: Venus in den Fischen
- Edlef Köppen: Heeresbericht
- Karl Kautsky: Wie der Weltkrieg entstand
- August Hermann Zeiz: Tanz um den Tod